# Città del Guatemala
Città del Guatemala (in spagnolo: Ciudad de Guatemala, ufficialmente Nueva Guatemala de la Asunción) è la capitale del Guatemala nonché, con più di 4 milioni di abitanti, la città più popolosa dell'America centrale.

## Storia
Fondata nel 1620 dagli spagnoli sulle rovine di un antico insediamento maya nella valle compresa tra i tre vulcani Fuego, Agua e Pacaya, è stata capitale delle Province Unite dell'America Centrale dal 1823 al 1834. Nel 1776 divenne la capitale della Capitaneria generale del Guatemala. Nella notte del 4 febbraio del 1976 è stata colpita da un violentissimo terremoto. Dopo la fine della guerra civile tra il governo dittatoriale e l'Unità Nazionale Rivoluzionaria Guatemalteca nel 1992 la città restò la capitale del nuovo Stato e fu modernizzata, arricchita con nuove attrazioni ed ampliata. Oggi Città del Guatemala è la più grande, moderna e popolosa metropoli dell'America Centrale e il 30% della popolazione residente in Guatemala, stimata nel 2019 a 7 milioni di abitanti, vive nella vasta area urbana della Capitale.

## Cultura
La città è sede di 12 università e più di 300 tra musei, gallerie e centri culturali tra cui i più importanti sono il Centro Culturale Miguel Angel Asturias e il Centro Culturale di Spagna in Guatemala.

## Geografia antropica
La città è divisa in 22 zone, numerate da 1 a 25 (le zone 22, 23 e 24 mancano). Le zone sono strutturate con larghe vie sulle quali si affacciano edifici in stile moderno.
Le zone 1,2,3 compongono il centro storico, l'area in cui si trovano i principali monumenti come la Biblioteca Nazionale, la Casa del Presidente, il Palazzo Nazionale della Cultura, il Tribunale, il Congresso, le sedi di vari Ministeri, la Cattedrale Metropolitana, il Palazzo delle Poste e il Mercato Centrale.
In zona 9, nella parte moderna della città, sono presenti: la Torre del Riformatore alta 75 metri, il Parco dell'Industria e l'Obelisco.
La parte della zona 10 a est di Avenida Reforma e a nord di Bulevar de Los Próceres è detta 'zona viva' per la concentrazione di numerosi ristoranti, centri commerciali, bar, cinema e locali notturni di vario genere. Anche in zona 11 troviamo numerosi locali e centri commerciali, tra i quali il Miraflorès, il più grande dell'America Centrale.
Le zone da 11 a 14 formano il distretto industriale-finanziario, e costituiscono la parte più moderna della città e vi si trovano lo zoo, l'aeroporto, il Museo di Arte Moderna, il Museo Nazionale di Archeologia ed Etnologia e numerosi grattacieli tra cui il Premier Club, che con i suoi 110 metri è l'edificio più alto della città.

## Popolazione
La città è la più grande metropoli dell'America Centrale. Il centro vero e proprio ha una popolazione di due milioni e mezzo di abitanti che sommata all'area urbana circostante raggiunge i 5 milioni. Dopo la fine della dittatura nel periodo in cui il Guatemala è diventato il paese più ricco dell'America Centrale la città è diventata meta di molti immigrati stranieri, soprattutto arabi e cinesi.

## Sport

### Calcio
La città vanta i due più importanti club calcistici del paese, il Club Social y Deportivo Comunicaciones ed il Club Social y Deportivo Municipal, protagonisti della Liga Nacional in quanto l'hanno conquistata per ben 59 volte (30 il CSD Comunicaciones e 29 il CSD Municipal).
Lo stadio cittadino è il Estadio Mateo Flores di 30.000 posti.

## Infrastrutture e trasporti
La città è servita dall'Aeroporto Internazionale La Aurora.

## Galleria d'immagini

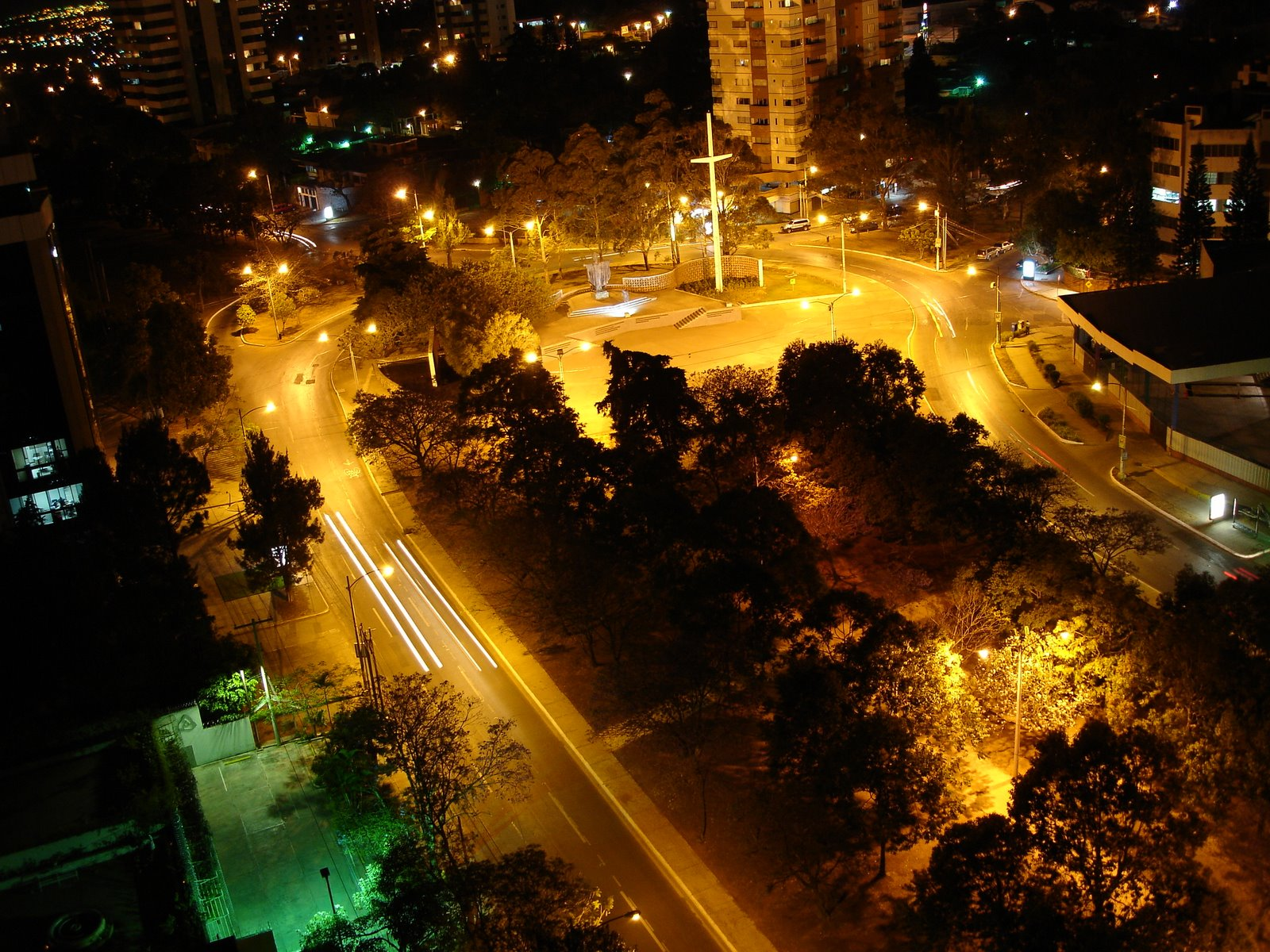
Monumento per Giovanni Paolo II
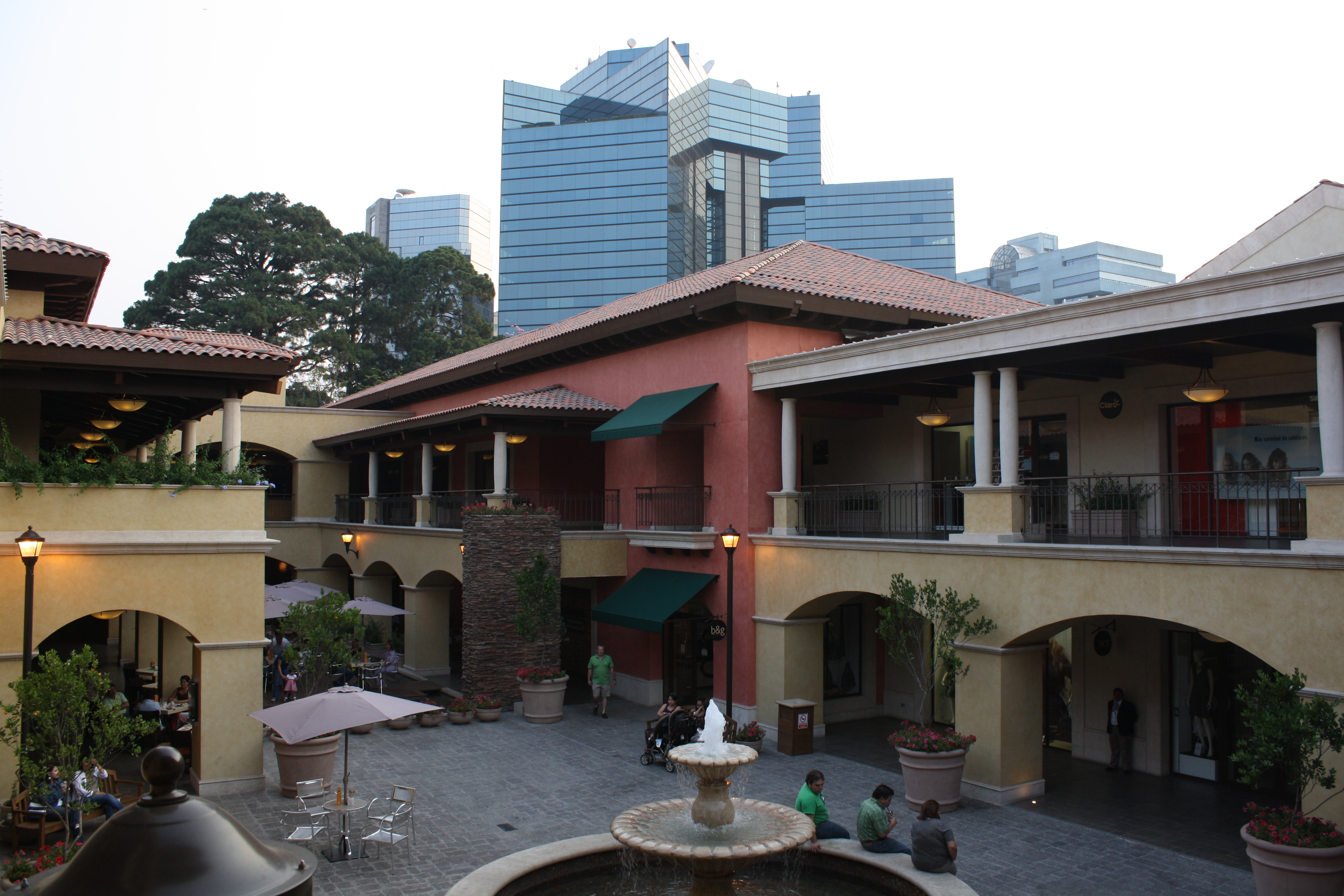
Plaza Fontabella
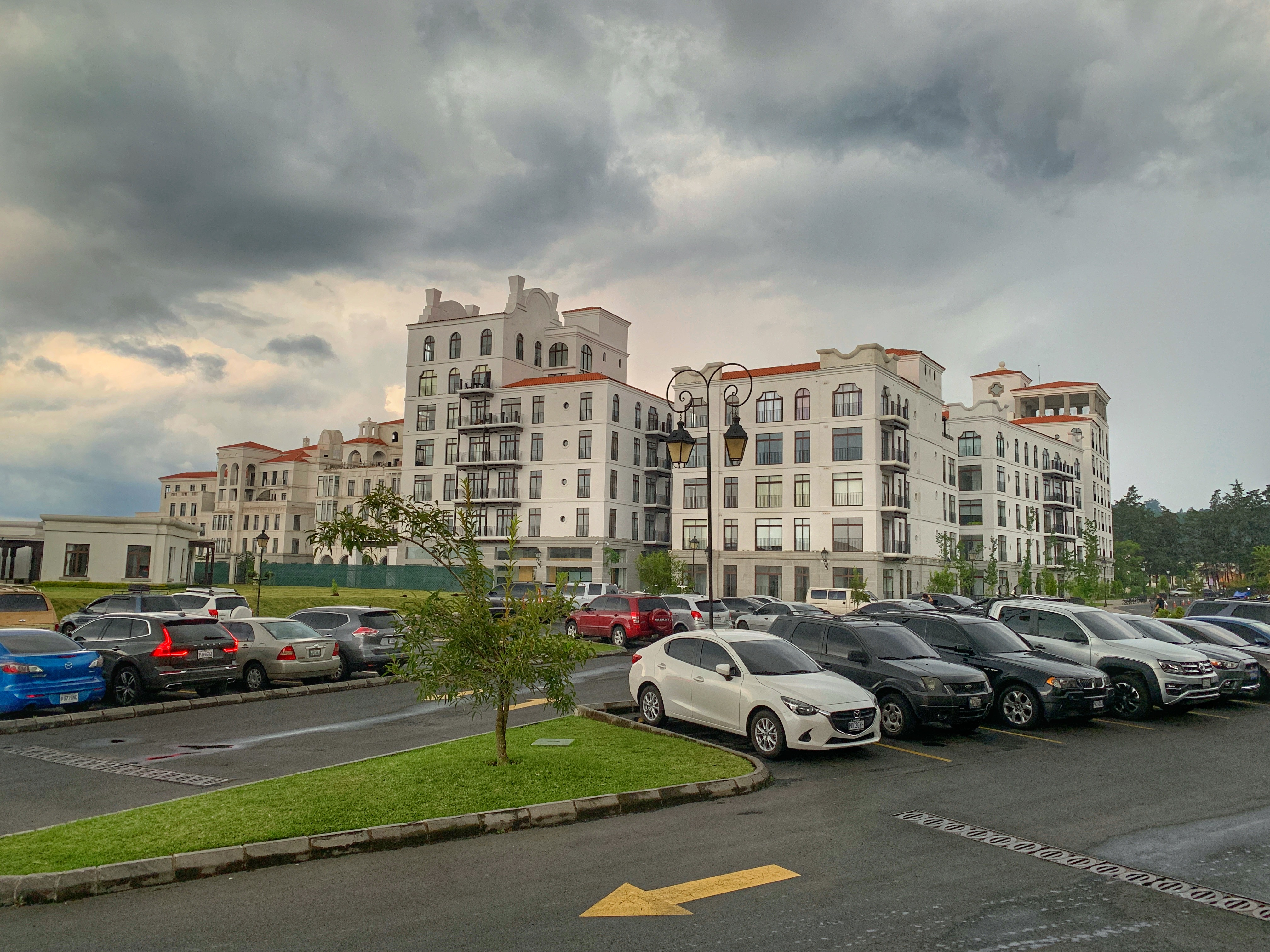
Ciudad Cayala
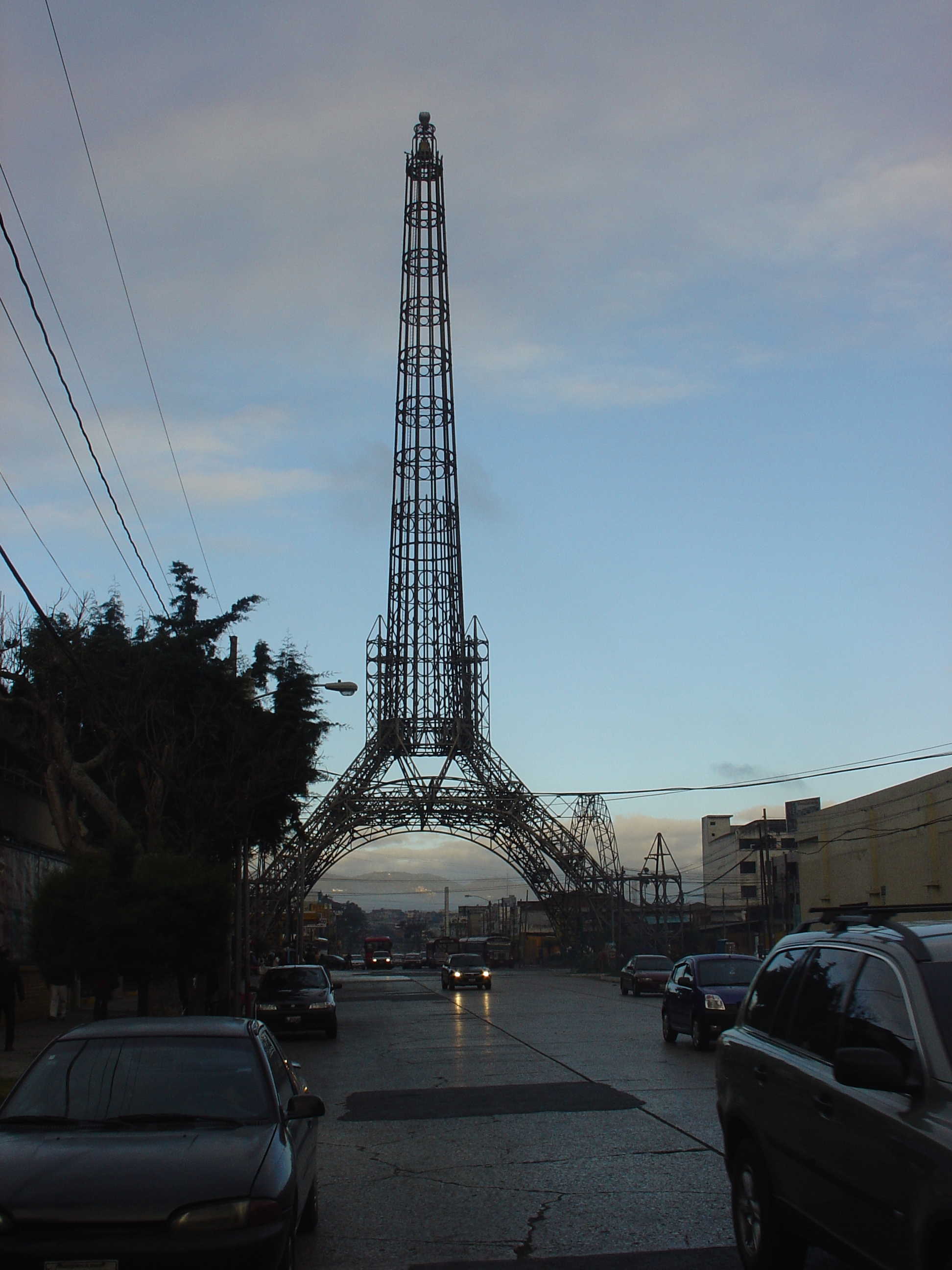
La Torre del Reformador
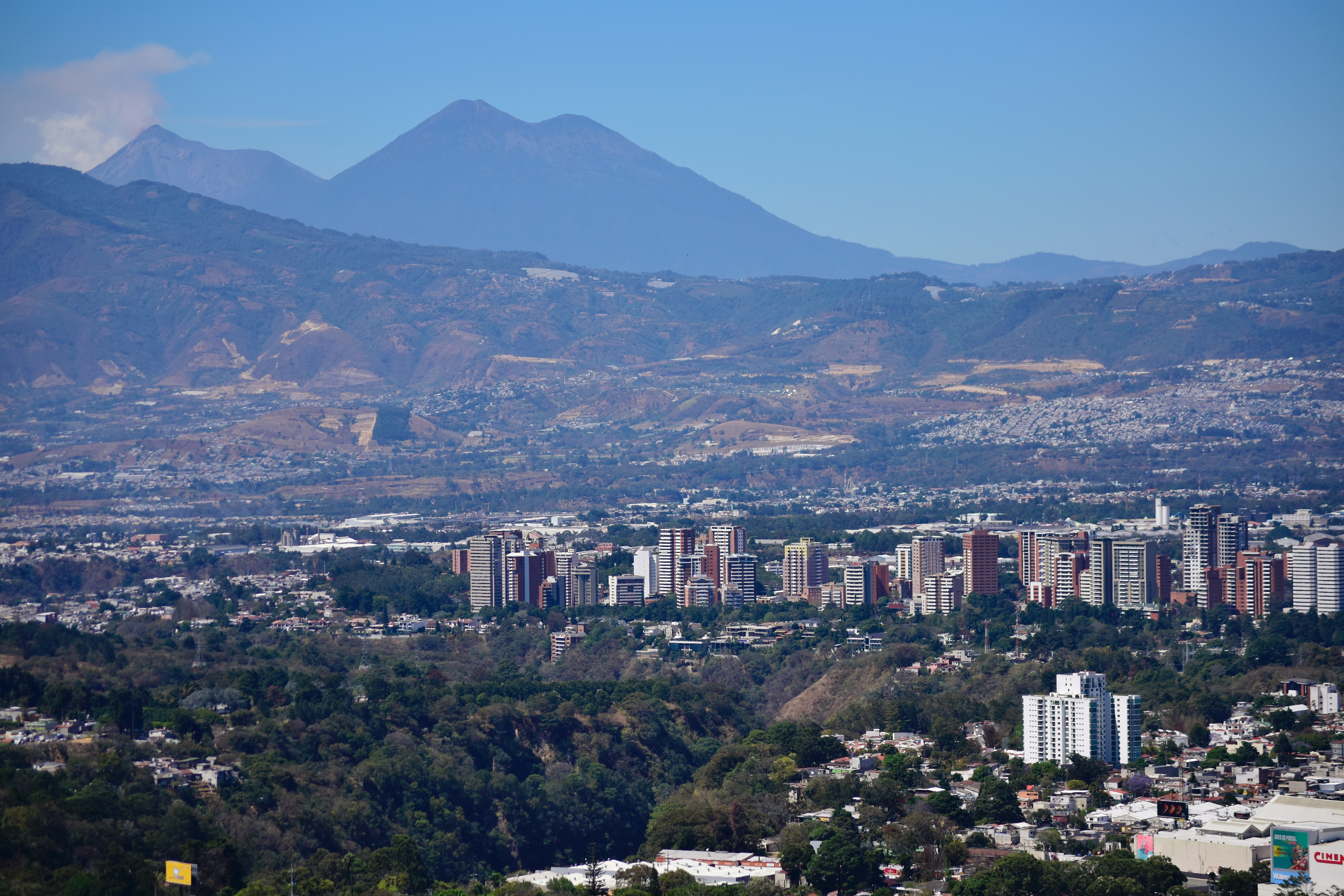
Vulcani
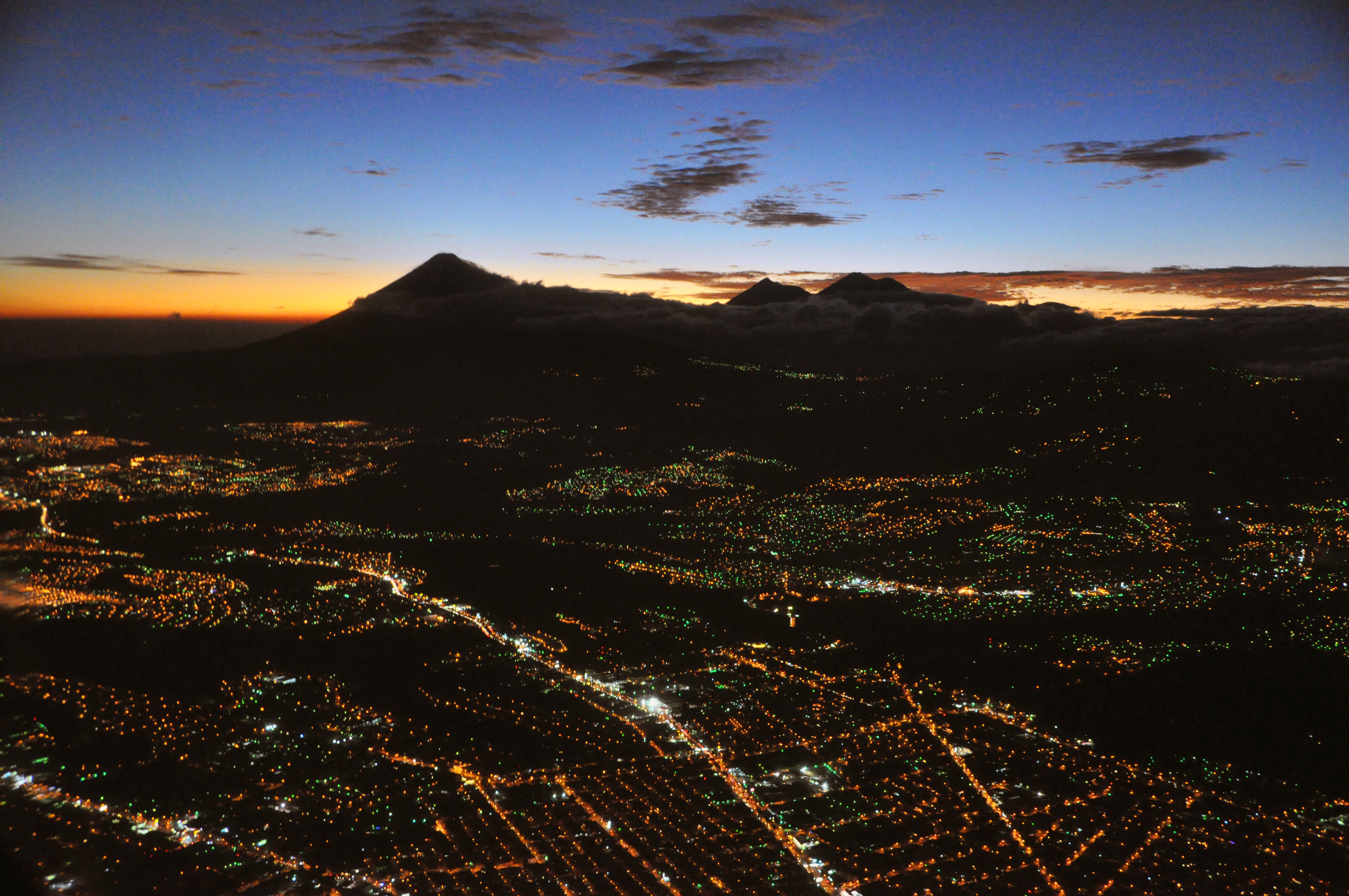
Città del Guatemala vista di notte
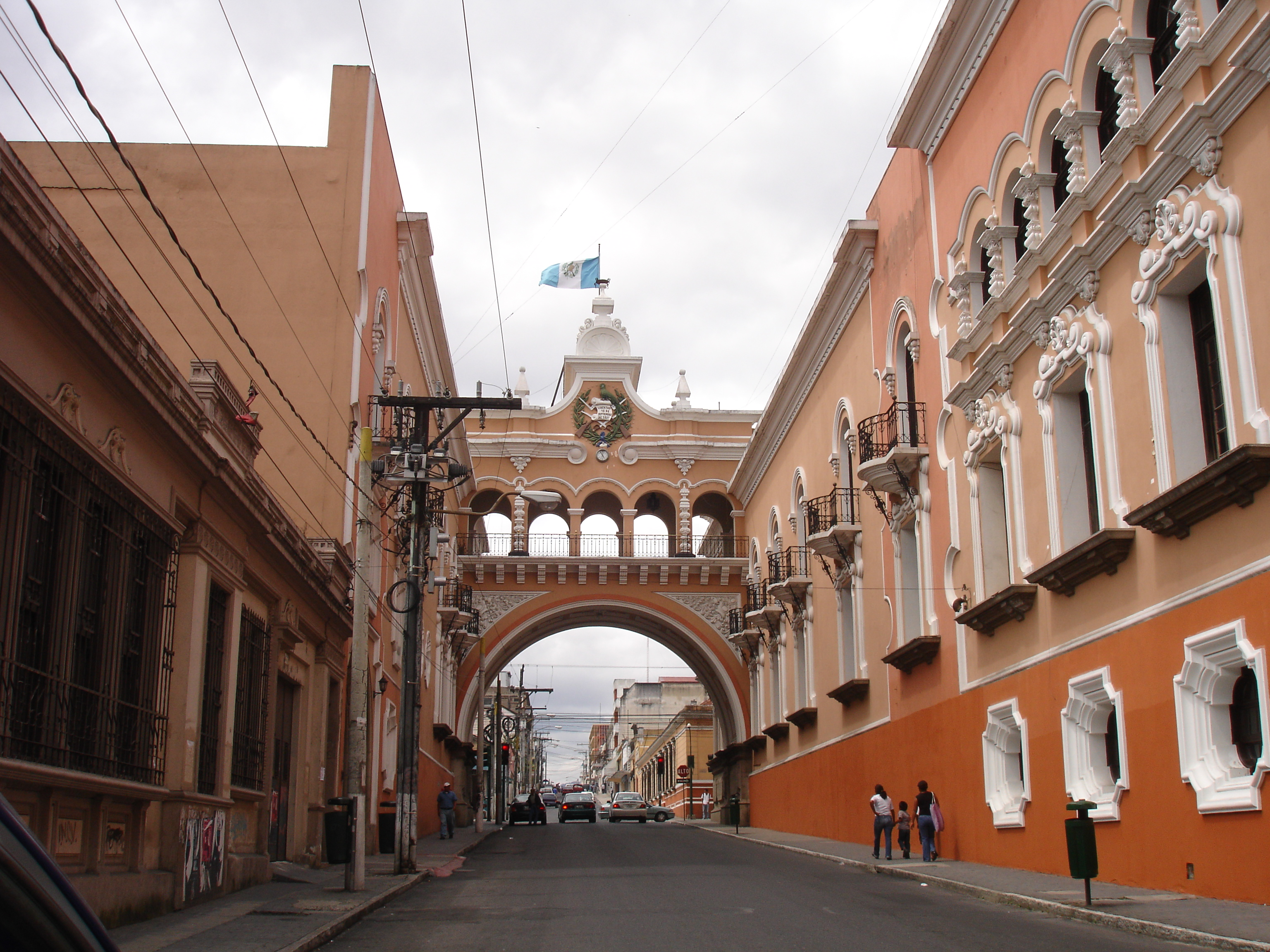
Palazzo delle Poste (Attualmente)
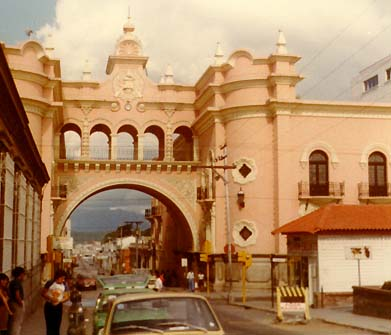
Palazzo delle Poste (1979)
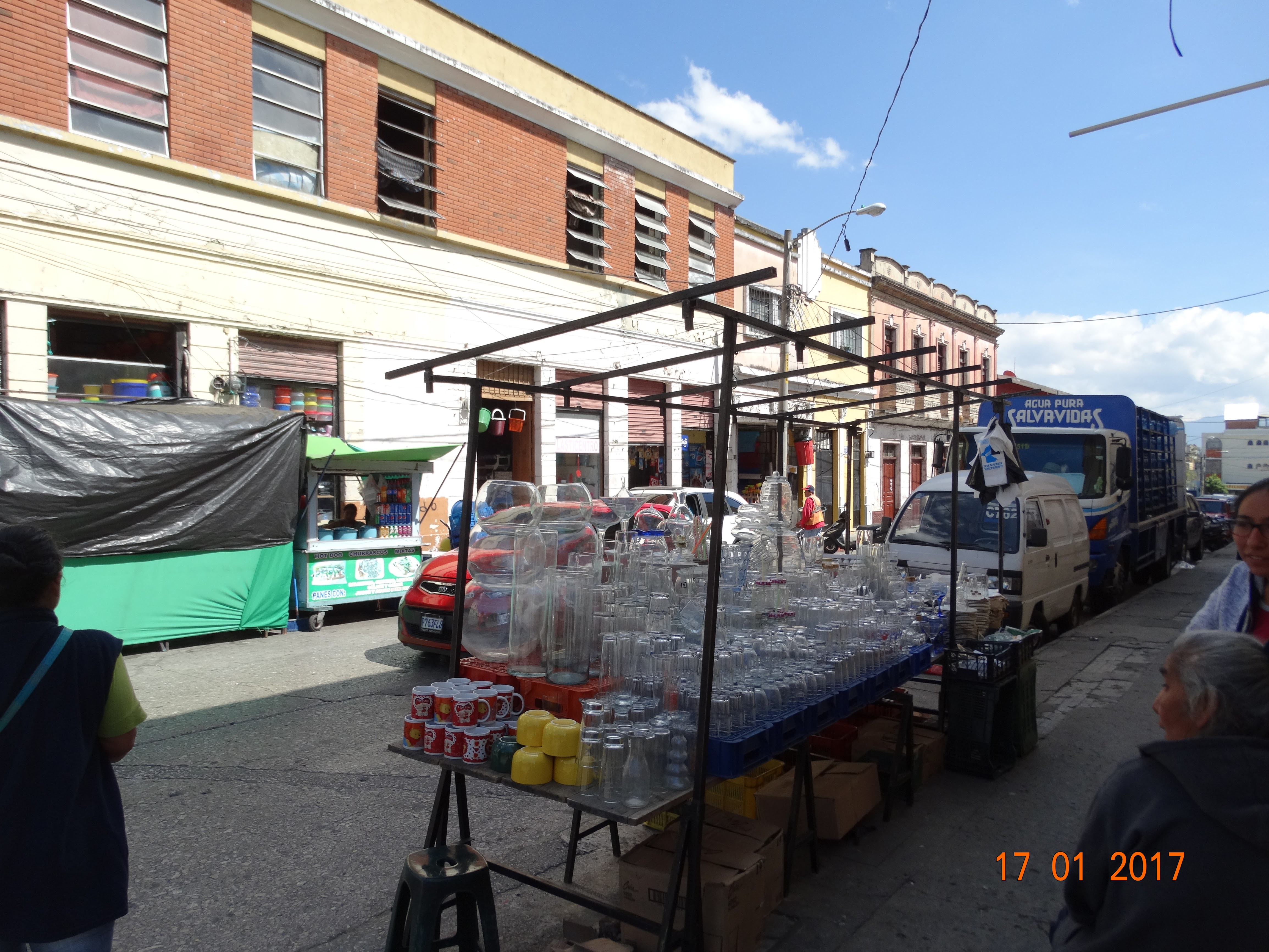
Vista stradale
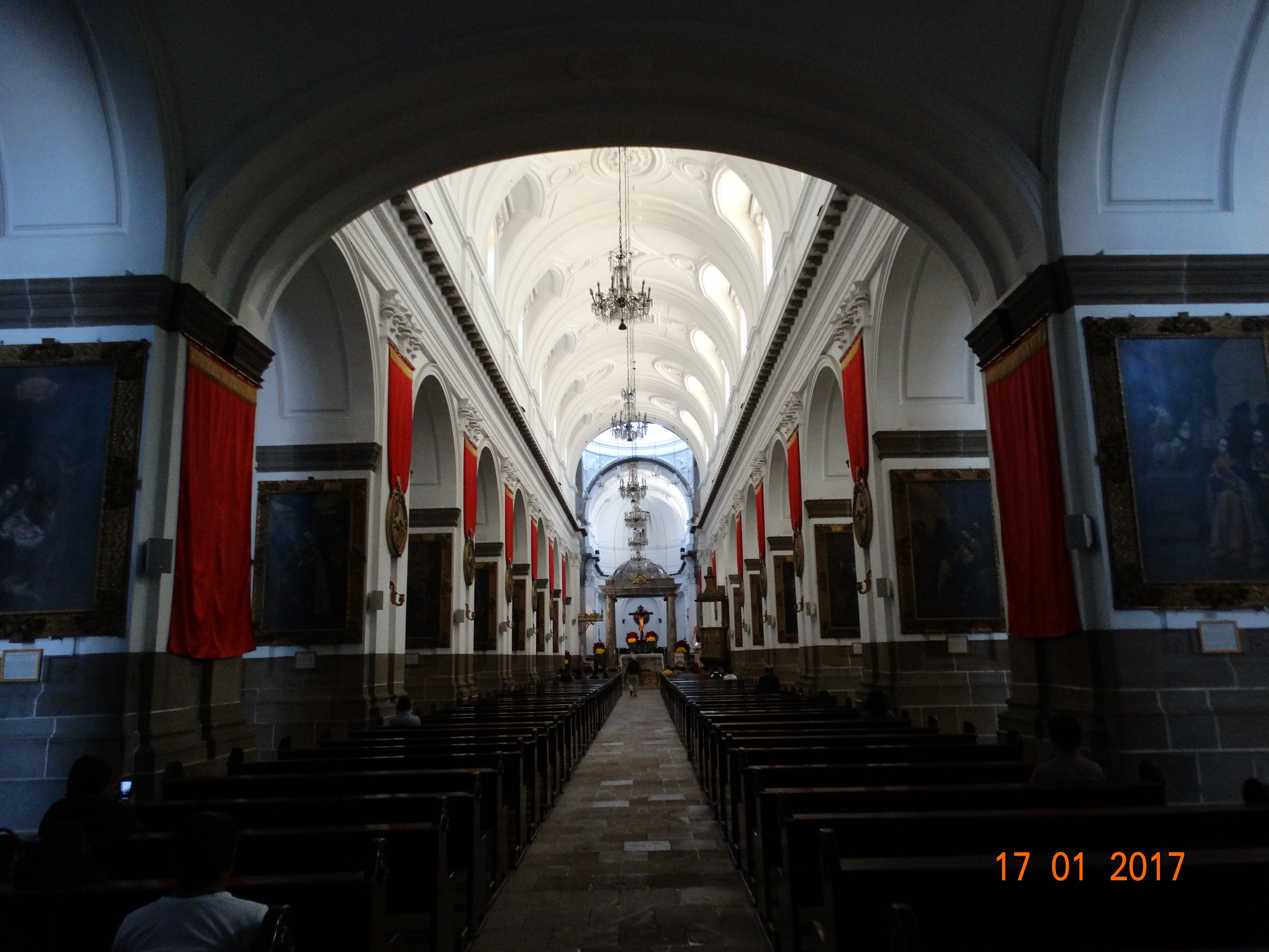
Vista interno della cattedrale